# جزایر بارلاونتو

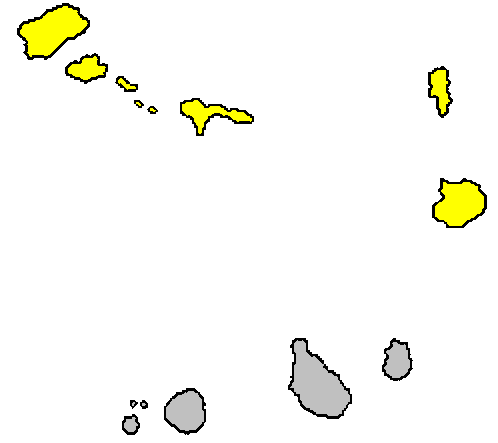
جزایر بارلاونتو (زرد)

جزایر بارلاونتو (انگلیسی: Barlavento Islands) نام جزایر شمالی در مجمع‌الجزایر کیپ ورد است.